# Bochdanowicz

Herb Bochdanowicz

Bochdanowicz – polski herb szlachecki z nobilitacji galicyjskiej.

## Opis herbu
Opis z wykorzystaniem zasad blazonowania, zaproponowanych przez Alfreda Znamierowskiego:
Na tarczy dzielonej w pas, w polu górnym błękitnym słońce pomiędzy dwoma srebrnymi podkowami barkiem do góry, w polu dolnym srebrnym na murawie koń czarny w biegu. 
W klejnocie nad hełmem w koronie pół konia czarnego. 
Labry błękitne, z prawej złotem, z lewej srebrem podbite.

## Najwcześniejsze wzmianki
Nadany 27 lipca 1791 roku Teodorowi Rosko-Bogdanowiczowi (Bochdanowiczowi) przez Leopolda II z pierwszym stopniem szlachectwa (Edler von). Nobilitowany był kupcem zamieszkałym w Szionda, który wzbogacił się na dostawach dla armii austriackiej. Pochodził z jednej rodziny z nobilitowanymi, którzy otrzymali szlachectwo z herbami Bogdanowicz I i Bogdanowicz II. Wspólnym ich przodkiem był Deoda (Leopold) Bogdanowicz.

## Herbowni
Herb ten był herbem własnym, toteż do jego używania uprawniony jest tylko jeden ród herbownych:
Bochdanowicz (Bogdanowicz, Bohdanowicz).